# Daylight's End
Daylight's End este un film american de groază de acțiune din 2016 regizat de William Kaufman și scris de Chad Law. Johnny Strong interpretează rolul unui pribeag prin Texasul post-apocaliptic, care acceptă să ajute un grup de supraviețuitori, interpretați de Lance Henriksen, Louis Mandylor și Hakeem Kae-Kazim, să evadeze în siguranță. Luptătorul de arte marțiale mixte Krzysztof Soszynski joacă rolul liderului creaturilor asemănătoare vampirilor care încearcă să-i omoare.
Sloganul filmului este Apocalipsa a fost doar începutul.
Este influențat de filme ca The Road Warrior, Assault on Precinct 13, 28 Days Later sau de romanul I Am Legend. Creaturile din film seamănă cu cele din I Am Legend: se mișcă foarte repede, se hrănesc cu oameni și se tem de lumina soarelui. Ambele au un lider numit Alfa.

## Prezentare
La mulți ani după ce un virus misterios a transformat cea mai mare parte a umanității în creaturi sângeroase, pribeagul Thomas Rourke dă peste un grup de supraviețuitori într-o secție de poliție abandonată. El este de acord, fără tragere de inimă, să-i ajute să găsească un anumit Refugiu, care a devenit ultima speranță a oamenilor pentru supraviețuire. Pe drum, ei vor trebui să se confrunte nu numai cu cei infectați, ci și cu bandele de jefuitori. Rourke însuși are răfuieli personale cu liderul celor infectați, Alfa.

## Distribuție
- Johnny Strong - Thomas Rourke
- Lance Henriksen - Chief Frank Hill
- Louis Mandylor - Ethan Hill
- Hakeem Kae-Kazim - Chris
- Krzysztof Soszynski -  Alpha/Alfa
- Chris Kerson - Dugan
- Chelsea Edmundson - Sam Sheridan
- Gary Cairns - Drew
- Mark Hanson - Burton
- Heather Kafka - Earnesta
- Sonny Puzikas - Vlad
- Farah White - Annabelle
- Ed Spila - Bishop
- Matt Beckham - Harker
- Susana Gibb - Madeline
- Sawyer Bell - Max
- Andy Mackenzie - Reed
- Brent Anderson - Vince
- Frederic Doss - Paxton
- Lloyd Luthas - Trenton
- Craig Cole - Mike Whitlock
- Cameron Spooner - Cale
- Joshua Hertel - Haley
- James Yeager - Yeager
- Mike Lobo Daniel - 'Lobo'
- Bjorn Nauf - Ragner
- Michael P. Brown - 'Hacksaw'
- Ricardo Campbell - Rico
- Brandon Slagle - 'Bunny'
- Kate Summers - Katie
- Sophia Puzikas - Sophia
- Sara Kaufman - Cassie
- Max Kaufman - Carl
- Nicholas Puzikas - Nick
- Charlotte Riemenschneider - Charlie
- Lulu Riemenschneider - Lulu
- Payton Stoops - Skyler
- Chad Law - Weston
- Amanda Nicole Thomas - Lexi
- Timberly Faubian - Beth
- Conner Larkin - Megabeast
- Sam Cade - Miss Samantha (uncredited)
- Billie D. Merritt - Brandi, VR Trailer (nemenționat)
- Terri Doty - Newscaster (nemenționat)

## Producție
Filmările au avut loc de la sfârșitul lunii iulie până la jumătatea lunii august 2015. Scenele de la secția de poliție au fost filmate în clădirea municipală Dallas de pe strada S. Harwood, nr. 106, care în anii 1960 adăpostea o secție de poliție, unde se află ieșirea în care Lee Harvey Oswald a fost împușcat mortal în 1963. Filmarea a fost complicată de faptul că nu a existat aer condiționat în incinta clădirii, iar temperatura a ajuns la peste 43°C.
A avut premiera pe 15 aprilie 2016 la Festivalul Internațional de Film din Dallas, Texas.